# Highlander: Zúčtování
Highlander: Zúčtování (v originále Highlander: Endgame) je americký akční fantasy film z roku 2000. Režie se chopil Doug Aarniokoski a hlavní role ztvárnili Adrian Paul, Christopher Lambert, Bruce Payne a Lisa Barbuscia. Jedná se o čtvrtý díl z filmové série Highlander a zároveň o první, kde se objevili Duncan MacLeod (hraje Adrian Paul) ze seriálu Highlander a Connor MacLeod (hraje Christopher Lambert) z původní filmové série.